# Општина Босанчи (Сучава)
Босанчи (рум. Bosanci) општина је у Румунији у округу Сучава.
Oпштина се налази на надморској висини од 389 m.